# Gutierre González Doncel
Gutierre González Doncel (Jaén, 1468? - Roma, 1527) fue un sacerdote giennense miembro de la curia romana y fundador de la «Santa Capilla y Noble Cofradía de la Limpia Concepción de Nuestra Señora» en la iglesia de San Andrés.
Era descendiente de la familia González, una de las que participó en la conquista de la ciudad de Baeza. Estudió humanística en Jaén y recibió la tonsura en 1489 de manos del obispo de Salamanca, Diego Meléndez de Valdés, trasladándose a Roma en 1500. Allí completó su formación con el apoyo de los cardenales Bernardino López de Carvajal y Sande y Esteban Gabriel Merino, entrando de este modo a formar parte de la curia romana. En 1508 fue nombrado prior de la iglesia de San Andrés de Jaén. Su buena posición en la curia hizo que el papa León X lo nombrara su tesorero y protonotario apostólico.
En 1515 fundó la «Santa Capilla y Noble Cofradía de la Limpia Concepción de Nuestra Señora» en la iglesia de la que era prior, debido a que no pudo fundarla en la catedral de Jaén por las diferencias surgidas con el cabildo catedralicio. Murió martirizado durante el saco de Roma en 1527 por parte de los ejércitos imperiales. Se encuentra enterrado en la Iglesia de Santa María de Montserrat de los Españoles.

## Escritos
- Liber (setella) sacerdotalis (No se conserva)
- Libro de la doctrina de la cristiana religión (Toledo, 1564)[4]
- Libro de la doctrina moral y exterior (Toledo, 1564)[4]
- Libro de los estatutos de la S. Capilla y noble Cofradía de la Limpia Concepción de Nª Sª la Virgen María (Jaén, 1674)
- Libro-bulario de pergaminos latinos (Ms. de 158 folios en pergamino: Archivo-Bibl. S. Capilla)